# ルカ・カステラッツィ
ルカ・カステラッツィ（Luca Castellazzi, 1975年7月19日 - ）は、イタリア・ロンバルディア州ゴルゴンゾーラ出身の元サッカー選手。現役時代のポジションはGK。
メディアによってはルーカ・カステッラッツィとも表記される。

## 経歴
キャリア初期
モンツァの下部組織出身。1994-95シーズンにヴァレーゼでプロデビューを果たした。
パドヴァ
1996年7月1日、セリエBに降格したパドヴァへ移籍。同時期に元イタリア代表正GKのワルテル・ゼンガが加入したため、初年度は主に控えとして過ごした。ただ、ゼンガが退団した1997年以降もレギュラー定着には至らず1998-99シーズンにはチームがセリエC1に降格。1999年1月2日にペスカーラ・カルチョへレンタル移籍する運びとなった。
ブレシア
1999年7月6日、ブレシアに移籍。1999-2000シーズンにはセリエB優勝を飾り、チームのセリエAに昇格に貢献する。2000-01シーズンは昇格初年度ながら8位と健闘したが、自身は昇格後マッテオ・セレーニにポジションを奪わるようになり、2002-03シーズンは前半にレッジーナ・カルチョ、後半にカルチョ・カターニアと二度のレンタル移籍を経験した。レッジーナ在籍時は、中村俊輔とチームメイトであった。その後ブレシアに復帰すると、2004-05シーズンは正GKの座を取り戻し全38試合に出場したが、チームは19位に終わりセリエBに降格した。
サンプドリア
2005年7月4日、サンプドリアに移籍。当初はフランチェスコ・アントニオーリの控えだったが、2年目にポジションを奪った。以降は正GKとしてプレーし、残留争いに巻き込まれることなく毎年中位に入る安定した戦いを続け、在籍5シーズンで101試合に出場した。しかし2009-10シーズン後半は肩の負傷で欠場し、ミランから移籍したマルコ・ストラーリに守護神の座を譲った。
インテル
2010年6月17日、前年度3冠を達成したインテルと2年契約を結ぶ。引退したフランチェスコ・トルドの後釜として、ジュリオ・セザルに次ぐ第2GKを務めた。10月29日のジェノア戦で、セザルが太ももを痛めて退場したことによる途中交代でインテルでのリーグ戦初出場を飾った。この年セザルは負傷が多かったためリーグ戦15試合に出場したほか、コッパ・イタリアやチャンピオンズリーグでもプレーした。次のシーズンも引き続きセザルの控えを務めたが、順位は6位と低迷した。2012年5月11日に契約を2014年まで延長。
セザルがイングランドのQPRに移籍した2012-13シーズンはウディネーゼ・カルチョから移籍してきたサミール・ハンダノヴィッチの控えを務めることが予想されたが、ハンダノヴィッチの負傷離脱にともない代わってゴールを守ることになった。8月2日、ペスカーラとの開幕戦に先発フル出場。無失点に抑え、3-0で勝利した。その後、第2節のASローマ戦でも先発を務めたが、ハンダノヴィッチが復帰した第3節のトリノFCからは再び控えに戻った。12月18日、コッパ・イタリア5回戦のエラス・ヴェローナ戦で相手のシュートを防いだ際にピッチに倒れこみ、その後肩の脱臼が判明した。
トリノ
契約満了でインテルを退団した後の2014年9月1日、トンマーゾ・ベルニと入れ替わる形でトリノFCに1年契約で入団。ダニエレ・パデッリの控えGKとしてチームを支え、2015-16シーズンをもって現役を引退。引退後もチームマネージャーとしてトリノに残っている。